# Gianni tre
Gianni tre (1966) è il 3º album di Gianni Morandi.

## Il disco
Dopo due anni di successi attraverso 45 giri Morandi pubblica il suo terzo album che conteneva canzoni quasi già tutte pubblicate, sono inclusi i successi come Non son degno di te e Se non avessi più te e altre molto note come La fisarmonica e Si fa sera.
Le canzoni Mi vedrai tornare e La fisarmonica sono tratte dal film musicarello Mi vedrai tornare.
Per la precisione i brani inediti sono La mia voce, Angela (canzone in napoletano scritta da Gino Paoli), Il mondo nei tuoi occhi, Se fra noi qualcosa cambierà (uno dei pochi testi scritti dallo stesso Morandi), Deguello (la cui musica era tratta dalla colonna sonora del film Un dollaro d'onore scritta da Dimitri Tiomkin, ed in cui è in evidenza la tromba, suonata da Michele Lacerenza) e Tu che mi hai preso il cuor.
Gli arrangiamenti sono curati da Ennio Morricone, la produzione da Franco Migliacci e partecipano ai cori i "Cantori Moderni" di Alessandroni (tranne in Mi vedrai tornare, dove canta il coro del maestro Pietro Carapellucci, da lui diretto).
La copertina raffigura un primo piano di Morandi, fotografato da Luciano Costarelli, è apribile e all'interno raffigura altre foto del cantante, con Sei pensierini di Gianni, cioè sei frasi del cantante sulla bontà, l'incoscienza, la saggezza, l'invidia, la prudenza e la fortuna.
L'album è stato ristampato in CD nel 1992 dalla BMG.

## Tracce
LATO A
1. Mi vedrai tornare (testo di Franco Migliacci; musica di Bruno Zambrini e Luis Bacalov) - 2'39"
2. La mia voce (testo italiano di Mogol e Ricky Gianco; testo originale e musica di Jackie DeShannon) - 2'23"
3. Angela (testo e musica di Gino Paoli) - 2'50"
4. Non son degno di te (testo di Franco Migliacci; musica di Bruno Zambrini) - 3'11"
5. Il mondo nei tuoi occhi (testo italiano di Sergio Bardotti e Giuseppe Cassia; testo originale di Hal David; musica di Burt Bacharach) - 2'48"
6. Se non avessi più te (testo di Franco Migliacci; musica di Bruno Zambrini e Luis Bacalov) - 2'51"

LATO B
1. La fisarmonica (testo di Franco Migliacci; musica di Bruno Zambrini e Luis Bacalov) - 2'55"
2. Se fra noi qualcosa cambierà (testo di Gianni Morandi; musica di Guido Cenciarelli) - 2'25"
3. Si fa sera (testo di Antonio Amurri; musica di Marcello De Martino) - 2'48"
4. Deguello (testo di Calibi e Carla Gaiano; musica di Dimitri Tiomkin) - 2'42"
5. I ragazzi dello shake (testo di Franco Migliacci; musica di Bruno Zambrini e Luis Bacalov) - 2'20"
6. Tu che m'hai preso il cuor (testo di Mario Panzeri e Giuseppe Rastelli; musica di Franz Lehár) - 2'33"

## Musicisti
- Gianni Morandi - voce
- Orchestra di Ennio Morricone - archi
- Cantori Moderni di Alessandroni - cori